# 2014年阿克苏袭警案
2014年阿克苏袭警案是指2014年5月8日在中国新疆维吾尔自治区阿克苏市发生的一起袭击公安的暴力事件。
5月8日13时20分许，新疆阿克苏市公安机在对一嫌疑车辆盘查时，犯罪嫌疑人持刀袭击民警，并向巡逻车投掷爆燃装置。民警击毙1人，抓获1人。此过程中，造成一名协警受重伤。
世界维吾尔人大会发言人迪里夏提·热西提（Dilxat Raxit）称该起事件的发生是由于警方在盘查车辆时出言侮辱维吾尔族人。有关当局还拘留了7名维吾尔族人，以及5名用手机录下冲突过程的民众。